# Shorewood, Minnesota
Shorewood là một thành phố thuộc quận Hennepin, tiểu bang Minnesota, Hoa Kỳ. Năm 2010, dân số của thành phố này là 7307 người.

## Dân số
- Dân số năm 2000: 7400 người.
- Dân số năm 2010: 7307 người.